# Jonstorp-Vegeåns mynning
Jonstorp-Vegeåns mynning är ett naturreservat som ingår i Natura 2000-nätverket. Det är beläget i Jonstorps och Farhults socknar i Höganäs kommun samt Välinge socken i Helsingborgs kommun i Skåne. Det består av de två sedan 2014 sammanslagna naturreservaten Rönnen och Vegeåns mynning.
Rönnens naturreservat bildades år 1959 på grund av sin stora betydelse för fågellivet. Det är beläget på en halvö, nära Norra Häljaröd. Ön består av betade strandängar. Ett 25-tal fågelarter häckar på Rönnen, bl.a. skärfläcka, skärpiplärka och småtärna. Ön är också av betydelse för vår- och höstfågelsträck. Skåneleden passerar i reservatets utkant.
Vegeåns mynning var sedan 1971 ett statligt naturreservat och är klassat som ett Ramsar-område på grund av sitt rika fågelliv. Vid mynningen av Vege å blandas salt och sött vatten, vilket ger upphov till en särskild typ av miljö, ett så kallat estuarium. Stranden kring mynningen är mycket långgrund, rik på moränblock, och här finner man Sandön och stenrevet Själrönnen. Denna speciella typ av strandlandskap var tidigare mycket vanlig vid Skälderviken, men på grund av bland annat stenfiske kan den endast ses i begränsade vattenområden. Området är häckningsplats för ett antal sällsynta fågelarter, däribland skärfläcka och småtärna. Ett stort antal våtmarks- och sjöfåglar rastar under våren och hösten i det grunda området.